# Psychologie romantique

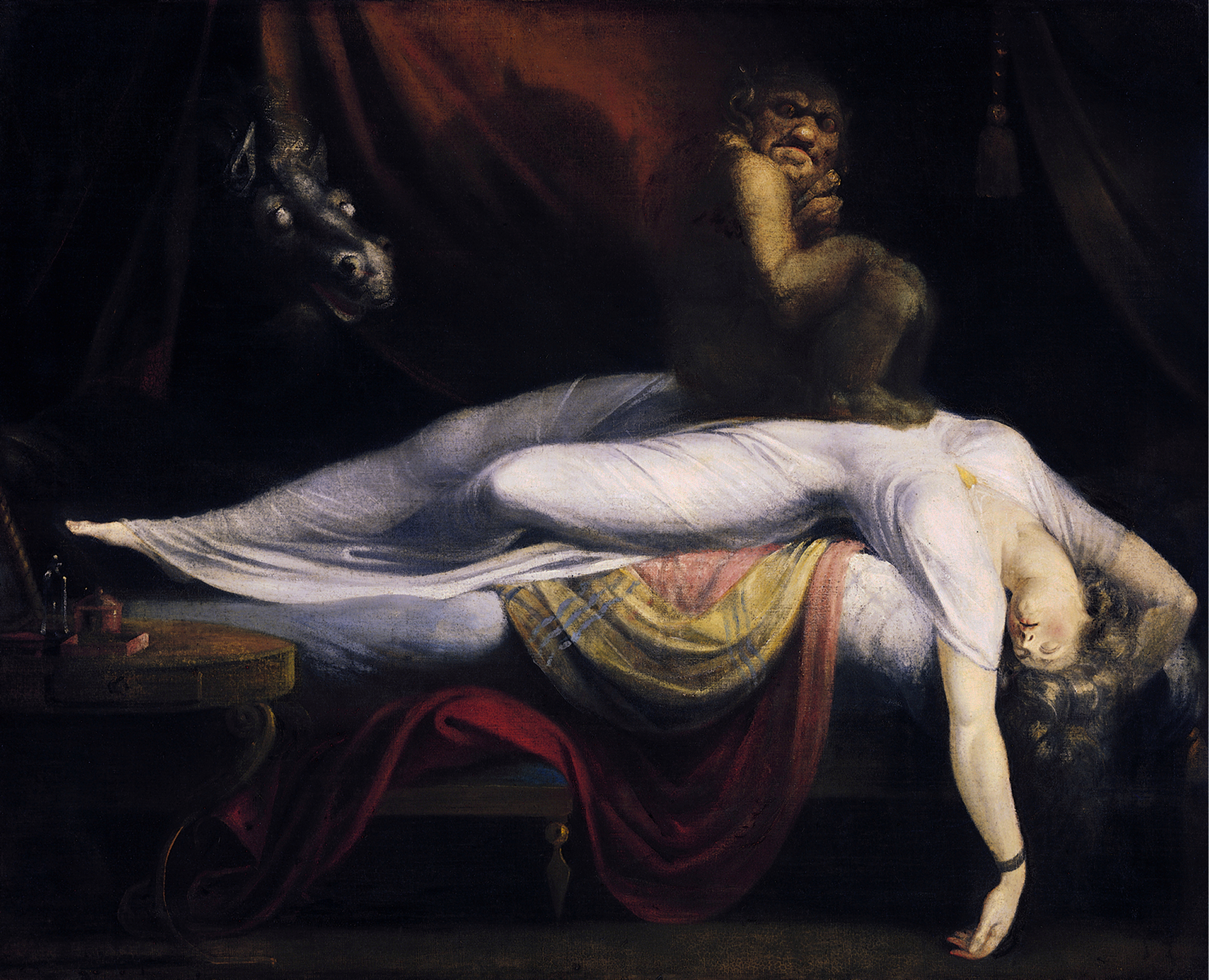
Le Cauchemar, réalisé en 1781 par le peintre romantique Johann Heinrich Füssli, évoque l'angoisse du rêve éveillé.

La psychologie romantique est un mouvement intellectuel de la première moitié du XIXe siècle issu du romantisme allemand et de la philosophie de la nature, en lien avec les sciences naturelles, recouvrant des conceptions diverses de l'esprit centrées sur la relation intime entre le psychisme, les forces de la nature et le fond culturel des sociétés. Elle se développe de manière privilégiée dans les pays de langue allemande et se caractérise par l'introduction de préoccupations philosophiques dans les « sciences de l'âme ». Ses thèmes clés sont ceux du dynamisme et de l'unité du corps et de l'esprit. La notion d'inconscient y est fondamentale, et c'est au sein de ce mouvement que l'inconscient apparaît pour la première fois comme un aspect essentiel de l'esprit.  
Dans la perspective romantique, le chercheur tente de pénétrer, par delà la nature visible, les secrets du « fondement » (Grund) de la nature où il voit en même temps le fondement de sa propre âme. L'extase mystique, l'inspiration poétique et artistique, le rêve, sont des thèmes majeurs du champ de recherche de la psychologie romantique. Les concepts qui y sont associés semblent être à l'origine de la psychologie dynamique. La question du rôle de la psychologie romantique dans l'émergence de la psychanalyse et de la psychologie analytique est plus controversée.

## Aspects philosophiques
La psychologie romantique est moins une application des thèses du romantisme philosophique au champ de la psychologie qu'un développement particulier de la philosophie romantique de la nature. Le credo de cette philosophie proclame l'unité du monde et de l'homme dans une totalité organique et cosmique, unité qui exclut tout dualisme. La nature, et avec elle l'esprit, y est interprétée comme un tissu vivant à décrypter par des correspondances analogiques. La relation Dieu/nature y est identique à la relation âme/corps, car l'âme est l'Idée divine qui vit d'une existence individuelle dans la nature. Si la notion d'inconscient n'y est pas encore développée, un invisible « esprit du monde » (Weltgeist) est censé œuvrer au plus profond du monde visible et de l'âme humaine. Bien qu'on puisse voir en Johann Herder le précurseur de ce courant de pensée, et en Goethe son premier grand représentant, c'est Friedrich Schelling qui en devient la figure centrale au tournant des XVIIIe et XIXe siècles.

### Schelling

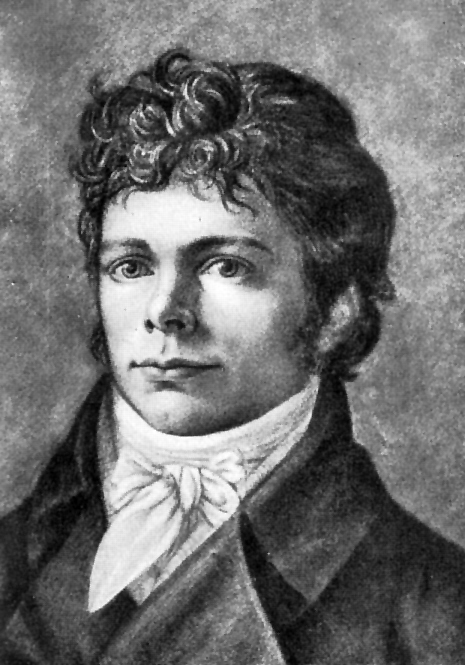
Le jeune Schelling vers 1800, auteur en 1798 de L'Âme du monde.

Philosophe allemand, Friedrich Wilhelm Joseph von Schelling est considéré comme l'un des trois principaux représentants de l'idéalisme allemand, avec Fichte et Hegel. Son système philosophique a pour ambition de comprendre aussi bien la nature que le monde idéal produit par les actions et l'esprit de l'homme.

#### Philosophie de la nature
Schelling est le fondateur d'une école philosophique romantique nommée par lui et à sa suite Naturphilosophie (philosophie de la nature), qui compte aussi bien des hommes de sciences que des philosophes. Le point de départ de sa réflexion est l'idée de l'unité indissoluble de la nature et de l'esprit humain au sein de l'Absolu – fond spirituel invisible mais universel de la nature. Cette approche est résumée par sa célèbre formule : « La Nature, c'est l'Esprit visible, l'Esprit, c'est la Nature invisible. » Le monde tout entier, y compris dans ses formes les plus matérielles, est interprété par lui comme un organisme vivant soumis à un unique principe spirituel, l' « âme du monde » (Weltseele) qui, de par son propre déploiement, et en passant par une série de générations successives, a produit la matière, puis la nature proprement vivante, et enfin la conscience humaine. Le monde matériel non organique, la nature organique et les divers règnes du vivant ne diffèrent que par leur degré de perfection, et obéissent fondamentalement aux mêmes lois qui sont les lois de la vie ou de l'esprit. La découverte des lois qui gouvernent l'un de ces règnes peut donc révéler celles qui gouvernent les autres règnes, grâce au procédé de l'analogie. S'exprimant souvent sous formes d'images ou de métaphores, l'analogie permet aussi bien de fonder une psychologie à partir de l'examen de la nature que d'élaborer une science de la nature à partir des données introspectives que l'esprit humain découvre en lui.

#### Notion d'inconscient

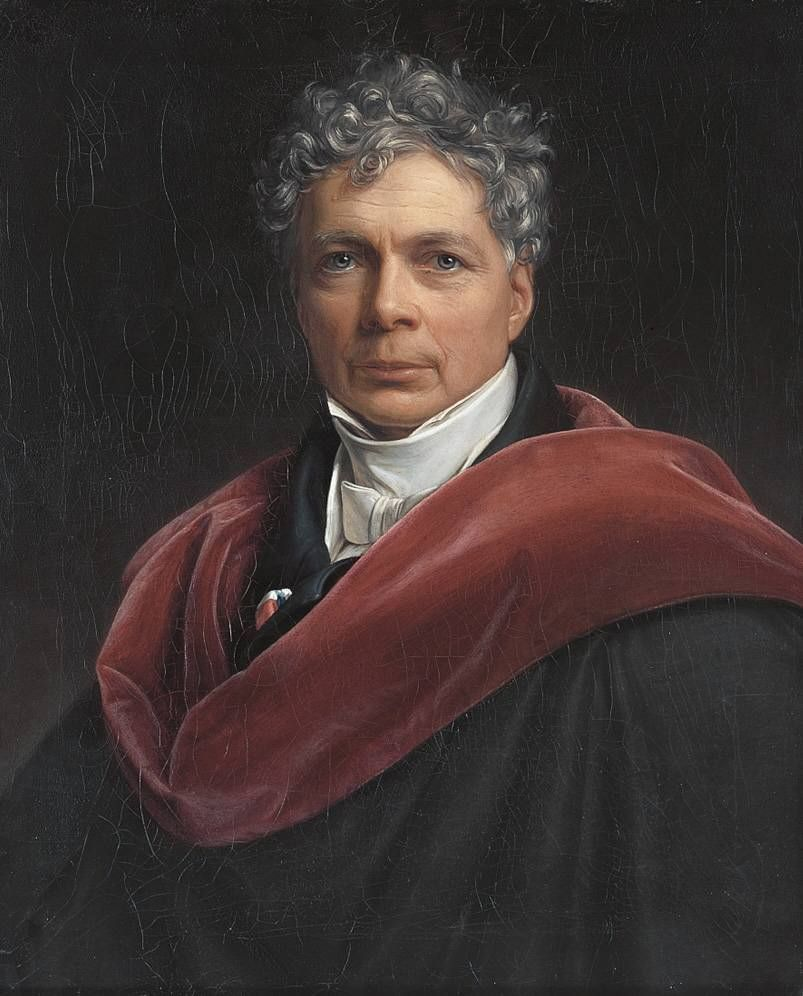
Portrait de Friedrich Wilhelm Joseph von Schelling, peint en 1835.

C'est dans la philosophie de Schelling que la notion d' « inconscient psychique » devient pour la première fois une notion fondamentale de la « science de l'âme » (psychologie), bien qu'elle soit abordée le plus souvent de façon  implicite. L'inconscient ne s'y réduit plus aux souvenirs oubliés, comme chez saint Augustin, ni aux « perceptions indistinctes » de Leibniz, mais il se rapporte au fondement ultime de l'esprit humain en tant qu'il plonge ses racines dans la vie invisible de l'univers. Il constitue donc le lien le plus profond unissant l'homme à la nature. Le « sens intérieur » de l'homme, ou « sens universel » (All-Sinn), bien qu'il ait été dégradé après sa Chute, lui permet encore de comprendre directement l'univers, en particulier dans le phénomène du rêve, ainsi que dans les manifestations de l'esprit apparentées à la folie, telles que l'extase mystique, l'inspiration poétique et artistique, le somnambulisme « magnétique », etc.

#### Folie et force intérieure
Pour Schelling, la folie constitue l'essence la plus profonde de l'esprit humain, son « fond obscur » ; elle ne devient maladive que lorsqu'elle n'est plus enfouie ou intériorisée. L'entendement humain n'est lui-même que folie réglée, maîtrisée ou surmontée. Il est la forme structurée de la folie, qui en constitue donc le contenu sensible. Schelling déclare en ce sens que « les hommes qui n'ont en eux aucune folie sont des hommes à l'entendement vide et stérile ». À l'encontre de l'approche rationaliste, il ne propose pas de comprendre la folie à partir de la raison, comme aliénation mentale, mais bien la raison elle-même à partir de la folie, en tant que « déraison surmontée ». Condition essentielle de la vie de l'esprit, la folie n'est plus interprétée comme une maladie déclarée et envahissante mais, au contraire, comme une force intérieure que l'entendement a pour fonction de maintenir à l'état « germinal » et « inéclos ».

### Schubert

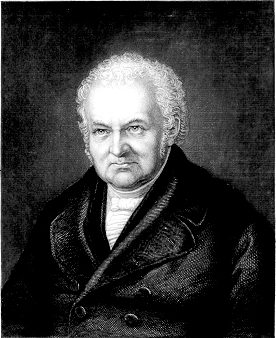
Gotthilf Heinrich von Schubert.

Élève de Schelling et de Johann Ritter à l'Université d'Iéna, Gotthilf Heinrich von Schubert est un médecin passionné de littérature romantique et de minéralogie. Il développe une vision hautement poétique de la nature et de l'âme humaine, présentant des ressemblances frappantes avec certains concepts de Freud et de Jung. Dans un ouvrage publié en 1814 et intitulé « La symbolique des rêves », il élabore une métaphysique du rêve et des états d'inconscience, capables selon lui de nous livrer une connaissance plus universelle et plus profonde que celle de l'intellect. 
Par ses recherches fondées sur le principe de l'analogie, Schubert pense avoir découvert que le rêve, la poésie, la religion et le mythe ont en commun un langage universel et inné, prenant sa source dans les « côtés nocturnes » de notre être qu'il nomme déjà « inconscient ». Lorsqu'un homme s'endort, son esprit commence à penser dans un langage imagé, alors qu'à l'état de veille il use d'un langage verbal. Il s'agit d'un langage « hiéroglyphique » en ce sens qu'il peut condenser plusieurs images ou idées en une seule représentation, constituant ainsi une « sorte d'algèbre supérieur » revêtant un caractère poétique. Souvent en contradiction avec les aspirations de l'homme éveillé, le langage du rêve révèle l'ambiguïté des diverses manifestations de l'âme humaine, ambiguïté que Schubert explique par le mythe de la chute originelle. À la suite de cette chute, l'harmonie originelle entre l'homme et la nature aurait disparu, et l'Univers lui serait désormais indéchiffrable. 
Schubert tente de donner à ses découvertes une assise scientifique en faisant appel à la physiologie romantique, selon laquelle l'homme se trouve orienté tantôt vers la vie consciente par son cerveau, tantôt vers une existence inconsciente par le biais de son système ganglionnaire. Bien que les états d'inconscience peuvent être considérés comme les sublimes vestiges de l'unité primitive entre l'âme humaine et l'âme du monde, ils deviennent – par le déchaînement des désirs sensuels qu'ils suscitent ou par leurs excès – la « partie honteuse » de notre nature. Il n'est dès lors plus question d'être attentif aux messages de l'âme tels qu'ils nous parviennent dans les états d'inconscience, mais de combattre tout ce qui s'oppose à l'amour divin par un acte conscient de piété et d'humilité.
Dans son Histoire de l'âme, publiée en 1830, von Schubert assigne à la psychologie la tâche de décrire « le cheminement de l'âme, d'abord à travers la multiplicité des enveloppes corporelles, puis dans la nature humaine où elle acquiert sa spécificité et accède à Dieu. » Selon lui, l'âme a une double activité : elle se présente comme une force vitale végétative assurant la formation et le maintien de l'organisme, et comme une âme consciente dans l'activité sensorielle et les mouvements volontaires. Elle possède une force créatrice identique à celle de l'âme du monde. Toutefois, si l'âme produit bien l'homme végétatif et sensoriel, c'est l'esprit qui crée l'homme éternel s'élevant vers Dieu. Celui-ci est le début et la fin de toutes choses. L'accès au divin constitue donc la vocation dernière ou le but suprême de la psychologie.

### Troxler

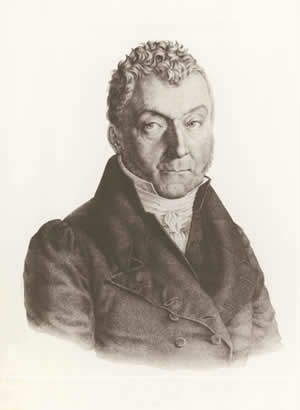
Portait du naturaliste romantique Ignaz Troxler, daté de 1830.

Médecin et naturaliste romantique, Ignaz Paul Vital Troxler est un disciple et ami de Schelling qu'il a eu pour professeur à l'Université d'Iéna. D'après lui, la modernité a creusé un fossé terrible entre l'homme et la nature, pôles qu'il faut à nouveau réunir. Il oppose à la « sécheresse » des méthodes modernes de connaissance scientifique et philosophique, qui conduisent à ne plus considérer la nature que comme un déchet (Abfall) provenant de l'homme, une pensée intuitive où s'unissent le cœur et l'esprit, et qui réintègre la nature vivante. Cette « conscience originelle », située à la racine même de l'arbre de la connaissance, est innée en l'homme, mais elle ne peut s'actualiser qu'en se déployant dans une pratique « philosophique » (voie de la sagesse). C'est seulement en suivant cette voie de la sagesse – que Troxler nomme « anthroposophie transcendantale » – que l'on peut restituer l'unité de l'homme et de la nature. Cette anthroposophie s'appuie elle-même sur une « biosophie » (sagesse de la vie) et sur une théosophie qui constituent ensemble une forme supérieure et « transcendantale » de psychologie.
Selon Troxler, le véritable but de la métaphysique est de découvrir la voie par laquelle l'esprit prend conscience des réalités spirituelles supérieures qui en constituent l'essence. Sa « métaphysique du sommeil et de l'éveil » révèle, contre la théologie conventionnelle, que le sommeil n'est pas une malédiction divine mais un phénomène naturel essentiel de la vie de l'esprit. La lumière de la connaissance ne jaillit pas exclusivement pendant l'éveil, comme le prétend la philosophie rationaliste, en n'acceptant ainsi qu'une connaissance unidimensionnelle, mais elle survient aussi dans le sommeil par le rêve, où elle devient immersion de Dieu dans le fond obscur de l'homme, et révélation de sa nature profonde. Pour illustrer l'opposition entre ces deux modes de connaissance, Troxler utilise la métaphore de l'arbre de la vie qui, dans le sommeil, plonge ses racines dans le sol humide et sombre (connaissance infra-sensible ou préconsciente), tandis qu'il déploie dans l'éveil ses branches et ses feuilles sous la voûte céleste, les exposant ainsi aux rayons du soleil (connaissance intellectuelle).

## Thème de l'inconscient
La notion d'inconscient est historiquement liée au développement de la philosophie de la nature, ou Naturphilosophie, au début du XIXe siècle. La Naturphilosophie repose sur l'idée d'organisme unitaire qui sous-tend chaque être individuel et qui constitue l'unité profonde et inconsciente du monde (il est identifié alors à Dieu ou à l'Absolu). Cette idée, lancée par Schelling et les premiers Naturphilosophen, est développée par Carus, Fechner et Hartmann. Le rêve est interprété par eux comme un retour partiel et provisoire de l'individu conscient à la sphère universelle de l'inconscient.

### Carus

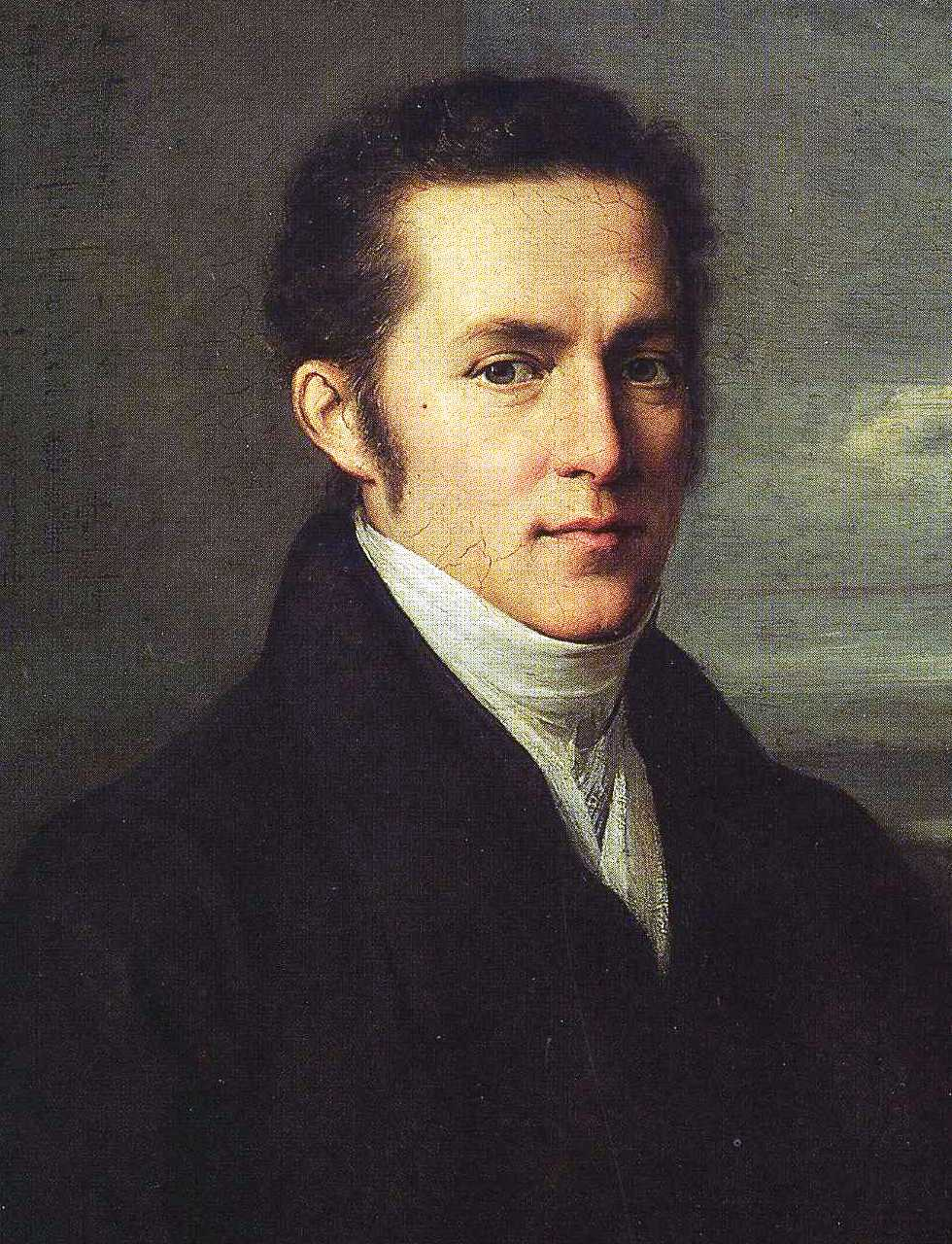
Carl Gustav Carus durant sa période romantique, d'après Johann Carl Rössler.

Carl Gustav Carus, médecin, naturaliste et peintre romantique, est sur le plan scientifique principalement connu pour ses recherches sur la psychologie animale et la physiognomonie. Sa principale publication, Psyché, constitue une des toutes premières tentatives d'édification d'une théorie de la vie psychologique inconsciente, généralisée à tous les aspects de la vie psychique et organique. L'ouvrage commence par l'affirmation de la possibilité pour l'homme de retrouver le fait primordial de l'inconscient dans sa conscience elle-même :
 « La clé de la connaissance de la nature de la vie consciente de l'âme est à chercher dans le règne de l'inconscient. D'où la difficulté, sinon l'impossibilité, à comprendre pleinement le secret de l'âme. S'il était absolument impossible de retrouver l'inconscient dans le conscient, l'homme n'aurait plus qu'à désespérer de pouvoir jamais arriver à une connaissance de son âme, c'est-à-dire à une connaissance de lui-même. Mais si cette impossibilité n'est qu'apparente, alors la première tâche d'une science de l'âme sera d'établir comment l'esprit de l'homme peut descendre dans ces profondeurs. »
Carus assigne ainsi à la psychologie (« science de l'âme ») le rôle d'explorer l'essence inconsciente  de l'esprit, profondément enfouie en lui. Cette science particulière doit commencer par découvrir les effets de l'inconscient sur la vie consciente des individus, sans toutefois limiter son investigation à celle de l'esprit humain, pour en inférer ensuite les lois qui gouvernent l'inconscient. Le rêve devient un lieu privilégié d'exploration de l'inconscient pour la psychologie car l'individu l'y retrouve périodiquement lors du sommeil.
Dans l'histoire du développement humain – de la période pré-embryonnaire jusqu'à l'âge adulte – la conscience apparaît progressivement, mais elle demeure toujours selon Carus sous l'influence de l'inconscient. Celui-ci exerce son activité sur l'ensemble de l'organisme, non seulement sur l'élément psychologique, mais aussi sur le développement physiologique, la croissance et sur le fonctionnement des organes.
D'après Carus, on peut distinguer trois strates dans l'inconscient :
1. « L'inconscient général absolu », toujours et totalement inaccessible à notre conscience ;
2. « L'inconscient absolu partiel », dont relèvent les processus de formation, de croissance et d’activité de nos organes, et qui exerce une influence directe sur notre vie affective.
3. « L'inconscient relatif » ou « secondaire », incluant la totalité des sentiments, perceptions et représentations qui ont été nôtres à un moment quelconque de notre existence.

Carus attribue également à l'inconscient les caractéristiques suivantes :
- Il est tourné vers l'avenir et vers le passé, mais il ignore le présent ;
- Il est infatigable : il n'a pas besoin de périodes de repos comme notre vie consciente, laquelle a besoin de se reposer et de refaire ses forces, ce qu'elle fait précisément en se plongeant dans l'inconscient ;
- Il est fondamentalement sain et ne connaît pas la maladie, le « pouvoir guérisseur de la nature » réside en lui ;
- Il obéit à des lois inéluctables qui lui sont propres et n'a aucune liberté ;
- Il est doté d'une sagesse innée : il ignore les essais, les erreurs et l'apprentissage ;
- Il nous relie au reste du monde, et en particulier à nos semblables, bien que ce lien soit par définition inconscient.

Ce dernier point est essentiel puisqu'il établit que l'inconscient de chaque homme est en relation avec celui de tous les hommes, principe qui inspirera Carl Jung un demi-siècle plus tard pour l'élaboration de son concept d' « inconscient collectif ».

### Fechner

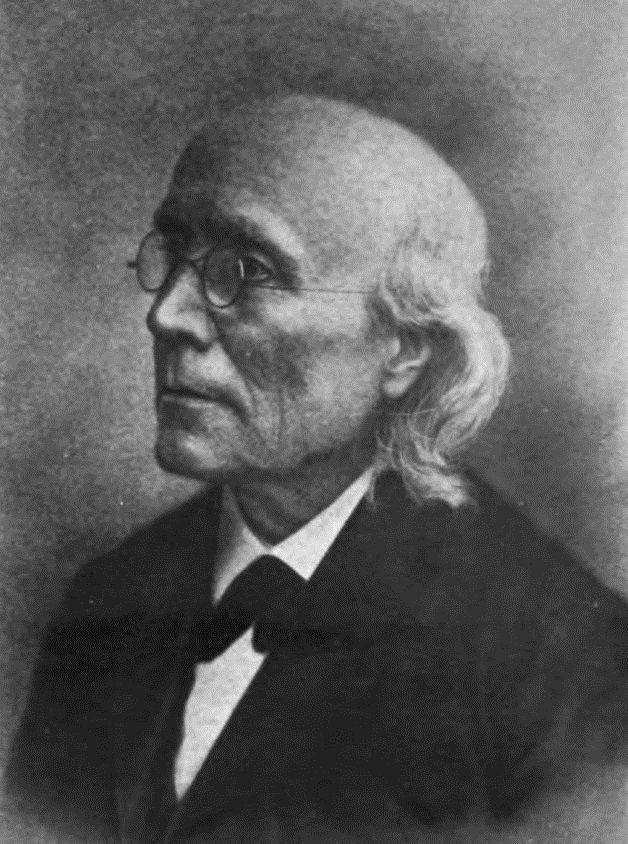
Portrait photographique de Gustav Theodor Fechner, fondateur de la psychophysique et précurseur de la psychologie expérimentale.

Lorsque Gustav Fechner, psychologue et fondateur de la psychophysique, publie au milieu du XIXe siècle ses deux principaux ouvrages de philosophie, Nanna, ou la vie psychique des plantes en 1848 et, en 1851,  Zend Avesta, ou sur les choses du ciel et de l'au-delà, envisagée du point de vue de l'observation de la nature, le goût pour la philosophie de la nature a presque disparu de l'Allemagne. Fechner en reprend pourtant les principaux thèmes : les plantes ont un esprit, la terre possède une « âme universelle » dont toutes celles des créatures terrestres sont des parties, les étoiles sont comme des anges du ciel, et leurs esprits sont à Dieu comme les nôtres sont à l'esprit de la Terre. Mais cette image romantique du monde n'a pas du tout la structure dialectique des philosophies de la nature du début du siècle ; elle relève plutôt de la tradition spinoziste où l'idée de production des « âmes inférieures » par l'« âme supérieure » qui les contient est appliquée aussi bien au rapport entre pensées et âme qu'entre âmes individuelles et âme de la Terre.
Fechner défend par ailleurs une conception monopsychiste de l'esprit et de l'Univers dans laquelle la notion d'inconscient est fondamentale. Il n'y a en effet selon lui qu'une seule conscience, celle de Dieu compris comme la totalité de ce qui existe : chaque conscience, en apparence distincte, est caractérisée par un seuil au dessus duquel n'émerge qu'une portion limitée de la conscience divine. En dessous de ce seuil, la vie de l'esprit échappe à la conscience individuelle et devient en ce sens inconsciente. Le niveau de conscience d'un individu est d'autant plus élevé que ce seuil est plus bas. En Dieu, il n'y a plus de seuil de conscience, et la conscience est totale. Comme pour Carus, l'inconscient psychique des individus renvoie chez Fechner à l'unité psychique absolue du monde (« Dieu »). 
La psychophysique de Fechner prétend justifier scientifiquement et expérimentalement ce point de vue en montrant qu'un phénomène psychique est conscient seulement si l'activité physique (cérébrale et comportementale) qui lui correspond est située au-dessus d'un certain seuil caractéristique de ce phénomène ; quand l'activité cérébrale décroît jusqu'à tomber en dessous du seuil en question, alors le phénomène en question devient inconscient. Toutes les difficultés liées à la notion même d'inconscient disparaissent ainsi dans une explication qui ne fait intervenir qu'une seule variable : l'activité psychique.

### Hartmann

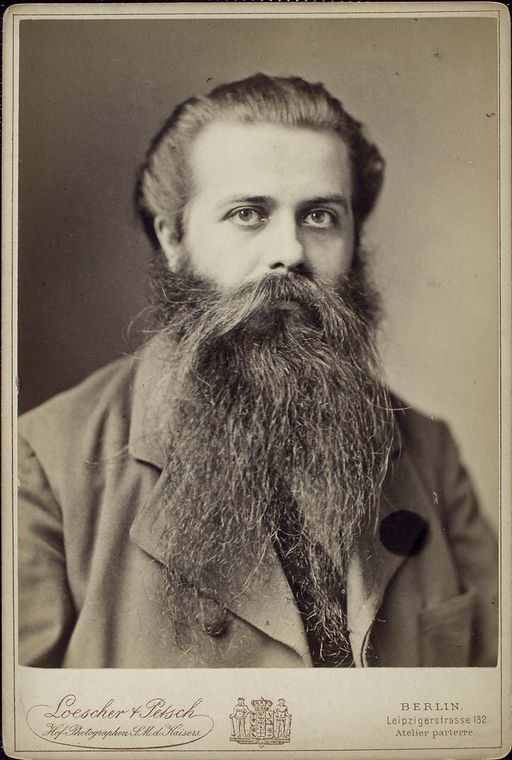
Eduard von Hartmann en 1885, dont l'œuvre était alors très discutée en Allemagne et en France.

Auteur d'un ouvrage paru en 1869 dans sa première édition et intitulé Philosophie de l'Inconscient, Eduard von Hartmann s'est rendu célèbre pour avoir élaboré une conception du monde fondée sur un principe unique, à la fois métaphysique et psychologique : l'« Inconscient ». D'après von Hartmann, la réalité première du monde physique et organique est du même ordre et de même essence que l'esprit. Il y a un psychisme conscient et un psychisme organique ou inconscient à la fois plus fondamental et plus universel que la conscience, qui détermine en premier lieu la vie organique et instinctive. L'Inconscient est lui-même un principe intelligent qui anime toute la nature, par des forces agissant au plus profond de la matière comme à l'échelle de l'Univers. Il se distingue de la conscience non pas par sa nature, mais par sa structure qui unit indissolublement la volonté et l'intelligence.
L'inconscient devient ainsi chez von Hartmann une grandeur métaphysique dont l'analyse s'étend de la sensation  jusqu'aux « forces supérieures » régissant l'âme universelle, ainsi qu'aux « forces fondamentales » animant les atomes. Il ne constitue donc nullement un degré inférieur de la vie consciente ; il est, bien au contraire, l'expression d'une force vitale supérieure et douée de finalité. Hartmann postule une vie inconsciente trans-individuelle englobante, avec des centres ou concentrations d'énergie qui ne diffèrent que par la structuration de leurs formes.
La philosophie de l'Inconscient telle que Hartmann la développe dans son ouvrage éponyme autorise la constitution d'une psychologie introspective conçue comme une voie d'accès privilégiée à l'essence de la réalité :
« [L]es phénomènes objectifs et matériels, comme les processus internes de la conscience, ne sont que les deux manifestations opposées et indissolublement corrélatives d'un seul et même être, qui est toujours plus accessible à notre regard par le dedans que par le dehors, parce que dans le premier cas nous en avons du moins une connaissance immédiate, tandis que dans le second nous n'atteignons le phénomène objectif que par l'intermédiaire du phénomène subjectif. »
C'est parce que la conscience n'est pas de nature différente de l'être inconscient du monde qu'une connaissance psychologique de cet être est possible, bien que seul son contenu idéal (l'« idée » ou la « représentation ») nous soit accessible par cette voie. La volonté inconsciente reste quant à elle inaccessible à l'introspection, et ne peut être qu'inférée de façon laborieuse à partir de l'observation du monde.

## Psychiatrie romantique
La psychiatrie romantique est une école de pensée médicale qui rassemble un certain nombre de cliniciens de la première moitié du XIXe siècle autour de quelques thèses communes inspirées des idées des philosophes romantiques. Ils sont considérés comme des précurseurs de la psychodynamique dont la psychanalyse est en partie issue. Ils insistent tous sur la nécessité de considérer chaque cas individuel comme une entité clinique spécifique et unique en son genre et se méfient donc des classifications psychiatriques. Ils pensent également que des causes psychiques inconscientes suffisent à engendrer de graves désordres mentaux. Sur le plan thérapeutique, ils croient à l'efficacité de la psychothérapie sur les maladies mentales et à la nécessité d'en découvrir les causes proprement psychologiques (le plus souvent inconscientes). Mesmer, avec sa théorie du magnétisme animal, est reconnu comme un précurseur controversé de cette école dans la mesure où il a attiré l'attention sur le rôle du psychisme dans la guérison de certaines maladies et donné une caution scientifique apparente à l'idée d'unité entre la nature, considérée à l'échelle cosmique, et l'esprit.

### «Magnétisme animal» et mesmérisme

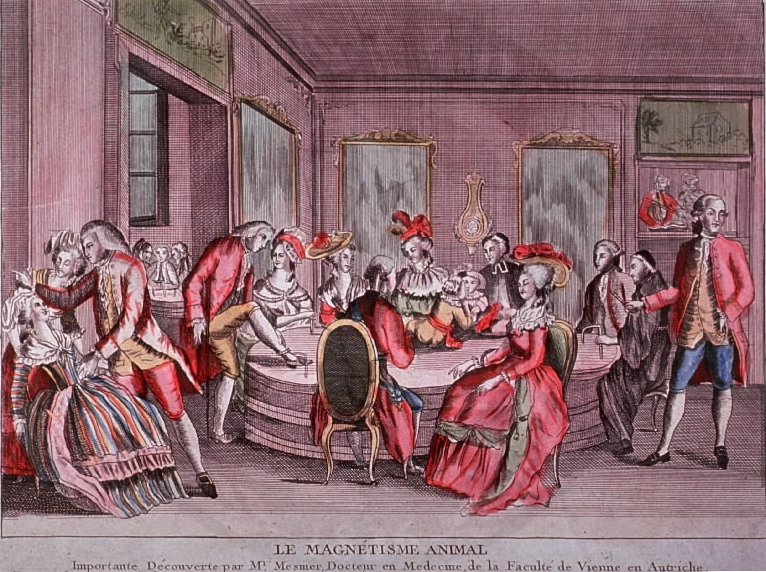
Gravure représentant un « baquet », sorte de thérapie de groupe reposant sur les effets supposés du magnétisme animal.

La notion de « magnétisme animal » s'inscrit dans le mouvement d'évolution des sciences physiques et naturelles au XVIIIe siècle, dont les découvertes ont suscité de nouvelles interrogations et de nouvelles théories pour y répondre. Le magnétisme animal se présente comme l'une des théories physiques tentant d'expliquer les mécanismes de la nature, tels que la gravitation universelle ou l'électricité. Sa dénomination vient de l'idée que les corps des hommes et des animaux produisent des effets d'aimantation révélant l'existence d'un magnétisme analogue au magnétisme terrestre, mais spécifique au règne animal. Cette idée a d'abord été soutenue et défendue par Franz Anton Mesmer, et la théorie du magnétisme est pour cette raison également appelée « mesmérisme ». La formulation succincte la plus connue du mesmérisme est la suivante : « Il est probable, et il y a de fortes raisons a priori pour que nous soyons doués d'un sens interne qui est en relation avec l'ensemble de tout l'univers. »
C'est en 1766 que Mesmer expose pour la première fois sa théorie dans une thèse de médecine et d'astrologie intitulée Dissertatio physico-medica de planetarum influxu (« Dissertation physico-médicale sur l'influence des planètes »). Mais ce n'est qu'en 1773 que Mesmer commence à utiliser le terme de « magnétisme animal », qu'il distingue du fluide magnétique minéral. À partir de 1779, avec son Mémoire sur la découverte du magnétisme animal, cette notion finit par désigner la théorie unitaire qui permet de décrire l'intrication de l'homme et de l'univers en postulant l'existence d'un fluide physique subtil emplissant l'univers. Ce fluide servirait d'intermédiaire entre tous les hommes, la Terre et les corps célestes, ainsi qu'entre les hommes eux-mêmes. La maladie résultant d'après Mesmer d'une mauvaise répartition du fluide dans le corps humain, la guérison consiste selon lui à restaurer l'équilibre perdu en canalisant, en emmagasinant ou en transmettant ce fluide à d'autres personnes, provoquant alors chez eux des « crises de magnétisme ».
Après avoir pratiqué en Allemagne, Mesmer ouvre un cabinet à Paris où il soigne les malades en groupe par application d'aimants, puis par de simples « passes magnétiques » consistant à transmettre directement le fluide. La thérapie de groupe consiste alors à réunir autour d'un « baquet » des patients formant une chaîne par les liens d'une corde et tenant des tiges métalliques plongées dans l'eau. Rapidement discréditée en France, cette pratique et les théories de Mesmer suscitent en Allemagne un intérêt majeur chez les penseurs romantiques et les philosophes de la nature (Naturphilosophen). Pour le philosophe Friedrich Schelling, qui avait comme Mesmer affirmé l'unité de la nature et de l'esprit, la découverte du magnétisme, comme celle de l'électricité, suggère l'idée d'une présence cachée mais partout répandue dans le monde. Schubert, psychologue et disciple de Schelling, voit quant à lui dans le magnétisme animal la « face cachée nocturne des sciences de la nature ». À leur suite, des psychiatres ou psychologues tels que Reil, Heinroth ou Ideler, s'intéresseront à la suggestion – sur laquelle reposaient en fait les succès de Mesmer – et à son efficacité dans la guérison des maladies mentales. Ils souligneront le rôle propre au psychisme dans la thérapie.

### Psychologues et cliniciens romantiques

#### Reil

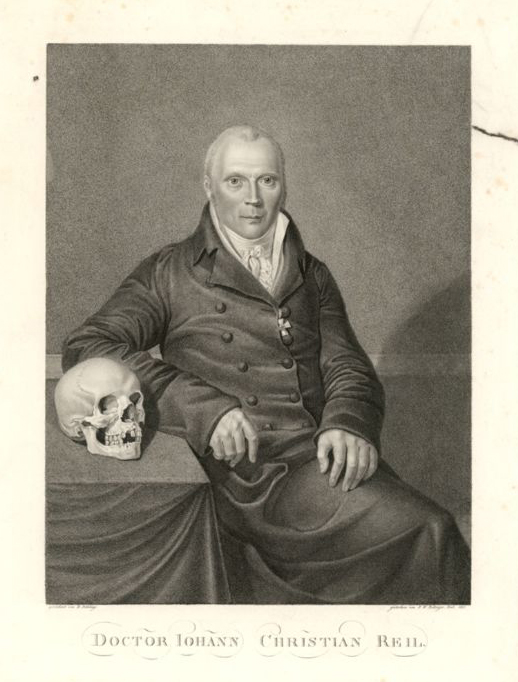
Pour Johann Christian Reil, représenté ici en 1811, le traitement des maladies mentales passait par le développement des méthodes psychothérapeutiques.

Considéré par certains historiens de la psychologie comme le fondateur de la psychiatrie en Allemagne, Johann Christian Reil est un des plus éminents cliniciens de son temps. Dans un ouvrage paru en 1803 sous le titre très romantique de « Rhapsodies sur l'application des méthodes de traitement psychique aux désorganisations de l'esprit », Reil expose tout un programme de traitement de la maladie mentale reposant sur une théorie de la personnalité inspirée de la philosophie de la nature, et qui relève à la fois de la psychologie et de la physiologie cérébrale. Reil s'intéresse en particulier à l'anatomie du cerveau. Pour lui, il existe une relation intime entre le corps et l'esprit, et le traitement des maladies somatiques relève également d'une cure psychique. Il souhaite cependant que la psychologie ne soit pas seulement « normative » (ou prescriptive), et qu'elle embrasse tout le domaine du savoir susceptible de servir la compréhension des dysfonctionnements de l'esprit. Le traitement des maladies mentales passe d'après lui par le développement de thérapies proprement psychiques, nommées désormais « psychothérapies », fondées notamment sur le traitement moral de Pinel, les distractions, la musicothérapie, la théâtrothérapie, les exercices corporels et la thérapeutique par l'art. Il découvre l'importance de la sexualité dans le déclenchement de certaines maladies mentales. Il pense que l'état de besoin sexuel peut aggraver certains états d'excitation et d'anxiété et il envisage même l'ouverture de maisons de tolérance au sein des établissements psychiatriques.

#### Heinroth

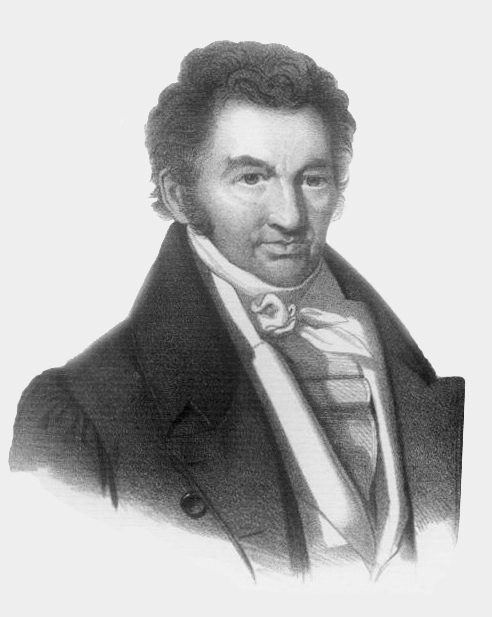
Johann Christian August Heinroth dans les années 1810.

Johann Christian August Heinroth est un médecin et psychologue allemand très influencé par les conceptions vitalistes de Georg Stahl et par le luthéranisme allemand. Il est aujourd'hui principalement connu et critiqué pour avoir proclamé que le péché était la principale cause des maladies mentales. En réalité, sa notion de péché renvoie plutôt au sentiment de culpabilité qu'à une réalité de la faute morale. Dans son Manuel de 1818, Heinroth défend une psychogenèse « morale » de la maladie mentale. Il interprète la maladie selon une vision à la fois romantique, chrétienne et vitaliste, où elle correspond à une altération des « forces de la vie ». La maladie se produit quand le sujet se sent coupable, en état de péché. À l'inverse, la santé se maintient grâce à une « bonne conscience morale ». Si l'homme se laisse aller aux agitations du monde, il ne trouve jamais de satisfaction et de quiétude et il sombre alors dans la maladie. Le traitement du patient, essentiellement d'inspiration religieuse, consiste à le ramener dans le droit chemin, celui de la vertu et de l'abandon de ses mauvais penchants supposés. 
On doit à Heinroth l'introduction de la notion de conscience morale en psychologie. Cette conscience culpabilisante n'a selon lui sa source ni dans le monde extérieur ni dans l'ego, mais dans un « sur-nous » (Über-uns), qu'il semble identifier à la raison et dont il fait une voie d'accès vers Dieu.
Cette théorie a été vivement critiquée à l'époque de Heinroth, en particulier par Caspar Friedrich et Friedrich Jacobi, non pas tant pour son caractère religieux que par les thérapies d'ordre psychique qu'elle impliquait, en contradiction avec ce que prescrivait l'école « somatiste » d'inspiration plus matérialiste.

#### Ideler

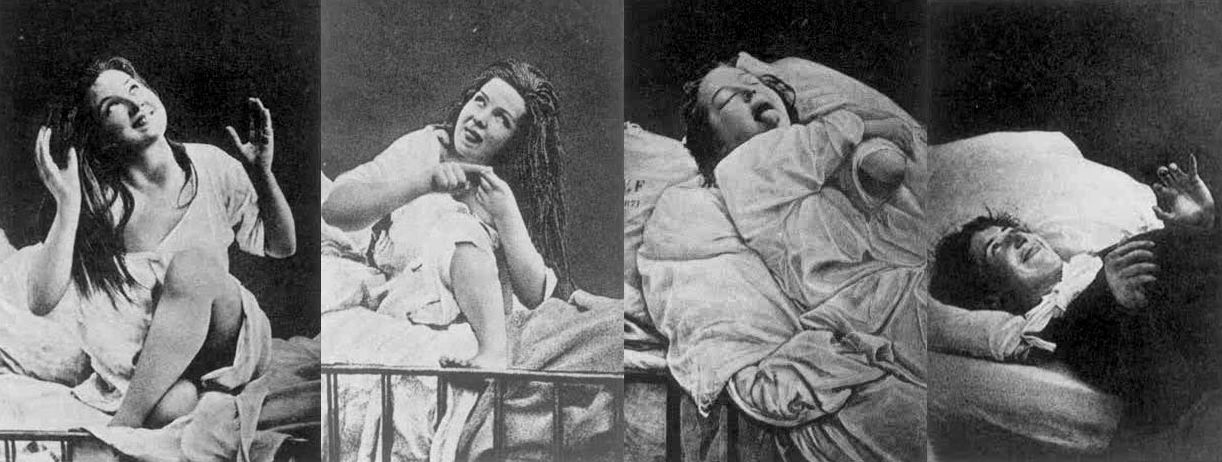
Karl Ideler voyait dans les crises d'hystérie une lutte de l'âme contre ses propres pulsions sexuelles.

Le psychiatre allemand Karl Wilhelm Ideler développe les enseignements de Stahl et de Langermann sur l'importance fondamentale des passions comme cause des maladies mentales. Son principal ouvrage paraît en 1848 sous le titre de Der Wahnsinn (« L'aliénation mentale »). Il y défend le point de vue de l’école « psychiste », c'est-à-dire celui d'une origine psychologique exclusive de la maladie mentale (psychogenèse radicale), sans rejoindre cependant la position religieuse et moraliste d'Heinroth. Il considère que la sensibilité est le principe actif qui domine toutes les autres fonctions dans l'activité psychique. Les divers penchants ou tendances de cette sensibilité doivent être satisfaits, mais d'une manière contrôlée et harmonieuse. C'est de l'équilibre de ces « forces affectives » que résulte la santé psychique. Lorsqu'un de ces penchants domine, et entrave les autres, il devient une « passion » qui, si elle échappe à tout contrôle, conduit à un état pathologique. Confronté alors aux excès de cette « passion maladive », l'esprit ne peut plus exercer correctement son activité inhibitrice et perd la maîtrise de ses propres affects. 
D'après Ideler, toutes les tendances affectives peuvent provoquer une passion morbide, et il y a donc autant de formes de folie que de tendances fondamentales. C'est sur cette diversité des penchants que repose la classification nosographique d'Ideler. Il accorde, tout comme Reil, une grande importance aux pulsions sexuelles inassouvies dans l'explication de certains troubles psychologiques. Les crises hystériques, par exemple, ne sont pour lui rien d'autre qu'une lutte de l'âme contre ses propres penchants sexuels.

#### Neumann
Henrich Wilhelm Neumann est un des derniers représentants de l'approche romantique de la psychiatrie. Son Manuel de psychiatrie, publié en 1859, expose un système original de psychologie médicale. Il n'accorde aucune place au hasard dans la vie mentale, mais il ne conçoit pas pour autant la vie comme un processus mécanique. Il la décrit plutôt comme un processus dynamique ininterrompu d'autodestruction et d'auto-reconstruction engageant des forces spécifiques au vivant. Il souligne les relations entre les pulsions et l'angoisse : « La pulsion qui ne parvient pas à se satisfaire devient angoisse ». Il ajoute que l'angoisse n'apparaît que si certaines fonctions vitales sont menacées et si la menace parvient jusqu'à la conscience.
Neumann considère que le médecin doit traiter non des maladies, mais des malades, s'occupant à la fois du corps et de l'esprit. Le diagnostic, déclare-t-il, ne revient pas à plaquer un nom sur une maladie ; il consiste à trouver une clé permettant de comprendre les symptômes. En outre, le traitement spécifique de la maladie relève pour lui de méthodes psychologiques, et il s'inscrit en ce sens dans la tendance « psychiste » de la psychiatrie.

## Postérité et influence
La psychologie romantique a joué un rôle déterminant dans l'évolution ultérieure de la psychologie dynamique, bien que les idées qui en sont issues paraissent étranges au regard des méthodes plus récentes de la science expérimentale. Le concept romantique de « phénomène primordial » (Urphänomen) se retrouverait aussi bien dans l’œuvre de Jung, sous les termes d' « archétype » et d'animus, que dans celle de Freud. Le « complexe d’Oedipe », par exemple, relèverait de ces phénomènes primordiaux dont on postule l'existence pour l'humanité dans son ensemble et que l'on décrit dans la vie des individus sous leurs différentes métamorphoses. La notion de bipolarité, encore utilisée aujourd'hui dans la désignation des troubles maniaco-dépressifs, trouve dans la psychologie romantique son origine. Le concept d'inconscient lui-même – surtout sous la forme de l' « inconscient collectif » de Jung – et l'intérêt porté aux rêves et aux symboles sont, eux aussi, fondamentalement romantiques. 
Soulignant particulièrement le lien entre Jung et le philosophe Schelling, le psychiatre et historien de la médecine Werner Leibbrand va jusqu'à affirmer que « les théories psychologiques de C. G. Jung ne peuvent être comprises si on ne les rattache pas à celles de Schelling. » Il souligne également l'influence qu'a exercée la conception des mythes de Schelling sur la psychiatrie dynamique moderne. Le neurologue et psychanalyste Ernest Jones, de son côté, remarque que les théories de Freud sur la vie mentale reposent, à l'instar de la psychologie romantique d'inspiration schellingienne, sur un certain nombre de polarités : le dualisme des instincts, les polarités sujet-objet, plaisir-déplaisir, actif-passif. Selon lui, « ces vues mettent en lumière un caractère particulier et permanent de la pensée de Freud, son constant penchant pour les idées dualistiques. »

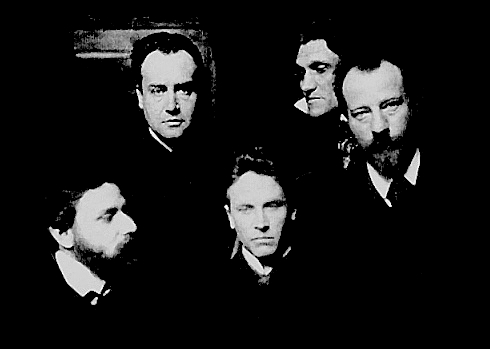
Les premiers membres du cercle néoromantique des Cosmiques de Munich, photographiés ici en 1900, dont Ludwig Klages, en bas au centre, était la figure majeure.

Outre ces traits généraux centrés sur la vision schellingienne de l'homme et de la nature, chaque penseur romantique élabora son propre système, et certains d'entre eux, comme von Schubert, Troxler et Carus, ont anticipé de façon remarquable les doctrines de la nouvelle psychologie dynamique. L'approche schellingienne de la « folie » aurait également inspiré certaines théories psychopathologiques modernes comme celle de Hans Selye. Mais vers le milieu du XIXe siècle, une nouvelle orientation de la science, moins spéculative et plus expérimentale est prise. L'étude de l'anatomie cérébrale passe alors au premier plan, reléguant au passé l’œuvre des psychologues romantiques, tombés pour un temps dans l'oubli ou le discrédit.
Au début du XXe siècle émerge toutefois, à contre-courant des développements scientifiques de la psychologie, une école « néoromantique » de psychologie – principalement représentée par Ludwig Klages – à partir de laquelle se constitue la graphologie et la caractérologie. Elle oppose l'intelligence à la vie, prônant un retour au « rythme naturel de la vie », et interprète l'union de l'âme et du corps comme une réalisation de l'inconscient. Les thèses du néoromantisme, et de Klages en particulier, seront largement débattues durant l'entre-deux guerres, dans le contexte de la révolution conservatrice allemande. En France, le philosophe Jacques Derrida en reprendra la notion de « logocentrisme ».

### Ouvrages de référence en français
- Friedrich Wilhelm Joseph von Schelling, De l'Âme du monde (1798), Paris, Rue d'Ulm, 2007.
- Armand Marie Jacques de Chastenet de Puységur, Recherches, expériences et observations physiologiques sur l'homme dans l'état du somnambulisme naturel, et dans le somnambulisme provoqué par l'acte magnétique, Paris, J.-G. Dentu, 1811.
- Gotthilf Heinrich von Schubert, La symbolique du rêve (1814), Paris, Albin Michel, 1982.
- Joseph Guislain, Traité sur les phrénopathies ou doctrine nouvelle des maladies mentales, Bruxelles, Établissement encyclopédique, 1833.
- Eduard de Hartmann, Phénoménologie de l'Inconscient (premier tome de la Philosophie de l'Inconscient), tr. fr. D. Nolen, Paris, librairie Germer Baillère et Cie, 1877.Texte en ligne.
- Eduard de Hartmann, Métaphysique de l'Inconscient (second tome de la Philosophie de l'Inconscient), tr. fr. D. Nolen, Paris, librairie Germer Baillère et Cie, 1877.Texte en ligne